# Jaroslav Hořánek
Jaroslav Hořánek (5. prosince 1925, Praha – 18. ledna 1995, tamtéž) byl český malíř, ilustrátor, grafik a pedagog.

## Život
Jaroslav Hořánek maturoval roku 1944 na reálném gymnáziu Na Smetance a pak v letech 1945–1949 a 1952–1953 studoval na Akademii výtvarných umění v Praze u profesorů Vratislava Nechleby a Jakuba Obrovského (studium bylo v letech 1950–1952 přerušeno vojenskou službou).
Od roku 1949 byl členem Svazu československých výtvarných umělců a Spolku výtvarných umělců Mánes. Vystavovat začal roku 1952. Členem SČUG Hollar byl od roku 1955 (v letech 1990–1995 byl jeho místopředsedou). V letech 1970–1987 působil jako profesor na Střední odborné škole výtvarné v Praze. Roku 1977 se stal spoluzakladatelem hudebního sdružení českých grafiků Grafičanka, kde hrál na harmoniku. Od roku 1980 byl členem Spolku sběratelů a přátel exlibris.
Těžištěm jeho rané tvorby byla malba a figurální kresba, později zvláště expresivní grafika inspirovaná přírodními motivy a zaměřená na techniku seriografie. Jako ilustrátor spolupracoval s řadou nakladatelství, např. s Mladou frontou, Albatrosem, Naším vojskem, Československým spisovatelem a s dalšími.

## Z knižních ilustrací
- Willa Catherová: Smrt si jde pro arcibiskupa (1972).
- Archibald Joseph Cronin: Křižákův hrob (1974).
- James Oliver Curwood: Vlčák Kazan; Barí, syn Kazanův (1988).
- Václav Čtvrtek: Chlapec s prakem (1961).
- Ota Dub: Lásky z vděčnosti a jiné příběhy (1987).
- Otto Janka: Amulet Siouxů (1987).
- Mór Jókai: Černé démanty (1980).
- Vjačeslav Palman: Tajemství pytlácké jeskyně (1981).
- Pierre Pelot: Dlouhý lov (1990).
- Edgar Allan Poe: Havran (1992).
- Helena Šmahelová: Devět tisíc dnů (1963).
- Volodymir Vladko: Potomci Skytů (1986).